# Tokugawa Yoshinobu (série télévisée)

Tokugawa Yoshinobu (en japonais : 徳川慶喜) est une série télévisée de fiction historique japonaise qui est la 37e saison de la série des taiga dramas diffusée tous les dimanches du 4 janvier au 13 décembre 1998 sur la chaîne NHK, basée sur l'histoire originale de l'écrivain Ryōtarō Shiba, scénarisée par Tamukai Tadashi Ken et mettant en vedette Masahiro Motoki dans le rôle du shogun Yoshinobu Tokugawa.

## Distribution
- Masahiro Motoki : Yõshiñõbu, Tõkugãwã
- Bunta Sugawara : Saisho Tokugawa
- Ayako Wakao : Yoshiko Tokugawa
- Tôru Emori : Hisamitsu Shimazu
- Ryûzô Hayashi
- Chizuru Ikewaki
- Hikari Ishida : Mika
- Kyôko Kishida : Matsushima
- Ryû Manatsu
- Baku Numata : Kôkichi
- Masaaki Sakai
- Misa Shimizu : Oyoshi
- Naoyuki Shiomi
- Mitsutaka Tachikawa
- Tōru Watanabe : Takamori Saigo
- Reiko Ōhara : Ren